# Internetes vásárlás napja
Az Internetes vásárlás napja (DotcommerceDay) egy magyarországi kereskedelmi akció, melyet a Neo Interactive szervez 2011 óta.

## Kialakulása, jelentősége
Az akció célja az online vásárlásra vonatkozó népszerűsítés és edukáció a lakosság felé, továbbá hogy a magyarországi telephellyel bíró webáruházak számára extra forgalmat generáljon. A nap a Black Friday hazai előképének is tekinthető, mivel szintén egy őszi egynapos akciós esemény, amikor a részt vevő internetes kereskedők, szolgáltatók csak arra a napra érvényes kedvezményt adnak.
Különbség a Black Friday-hoz képest, hogy annak spontán kialakulásával ellentétben az Internetes Vásárlás Napja tudatosan kialakított márka és szervezett esemény – központi keresőoldallal, amire az ingyenesen felregisztráló e-kereskedők feltöltik az ajánlataikat –, és hogy kizárólag csak az interneten keresztül értékesítő cégek vehetnek részt benne, hagyományos üzletek nem. Az internetesvasarlasnapja.hu weboldalon az érdeklődők összegyűjtve és rendszerezve találják meg az erre a rövid időre – 24 órára – kedvezményt nyújtó webáruházak kedvezményeit, de természetesen a vásárlók a webshopok saját hírleveleiben, közösségi vagy weboldalain navigálva is megtalálhatják az Internetes Vásárlás Napja akciókat.
2011 óta minden évben évente több száz kedvezményező partner csatlakozott az Internetes Vásárlás Napjához a legnagyobb általános webáruházaktól kezdve – például Extreme Digital, Shopline, Mall.hu – a hagyományos áruházak online változatain át – például Tesco, Tchibo, Libri, Praktiker, Rossmann, Butlers – tematikus webshopokig, mint például a JátékNet vagy a Ruhafalva. Különböző, online (is) értékesítő szolgáltatók is nagy számban vettek részt, mint például a Telekom, Telenor, UPC, Szállásguru, Danubius Hotels, KLM, Simple stb.
Megrendezésének első évében, 2011-ben még november utolsó péntekjére tette az Internetes Vásárlás Napját az ötletgazda és szervező Neo Interactive, aki egy apropót szeretett volna teremteni arra, hogy az e-kereskedők „berobbantsák” a karácsonyi szezont. Ám éppen az e-kereskedők visszajelzései alapján a következő évektől már november első teljes hetének péntekjére került át az Internetes Vásárlás Napja. Ez így még nem kannibalizálta a karácsonyi eladásokat, viszont nagyszerű alkalom volt arra, hogy „előszezoni” rekordbevételt csináljanak a webáruházak, és egyúttal elérjék azt is, hogy az online vásárlási módozat első helyen legyen a fogyasztók fejében a következő hetekben a karácsony kapcsán. Hasonlóan például ahhoz, amikor áprilisban a Balaton mellé szerveznek a szállodások különböző (akciós) eseményeket, hogy aztán nyári szezonban már ne is legyen kérdéses a vendégeknek, hogy hol fognak egy hetet tölteni a családjukkal. A Black Friday 2014-től kezdődő meghonosodására reagálva 2016-tól még korábbra került az Internetes Vásárlás Napja, 2016-ban október első teljes hetének péntekjére, 2017-ben pedig november legelső (nem teljes hetének) péntekjére.
Edukációs szempontok is kiemelt szerepet játszanak az Internetes Vásárlás Napja megrendezésében. Az első években még általánosságban az online vásárlás melletti érvekkel (kényelem, gyorsaság) és tanácsokkal, 2013-ban pedig a tévés műsorvezető Liluval, mint az internetes vásárlás nagyköveteivel kampányolva. 2014-től az esemény egyik fő támogatója az egyik nagy kártyakibocsátó, akinek segítségével a bankkártyás vásárlás melletti érvek összegyűjtésével segíti az Internetes Vásárlás Napja a vásárlókat, hogy a biztonságosabb és fejlettebb kártyás fizetési metódust válasszák. Szatellit eseményként 2015-ben és 2016-ban az Internetes Vásárlás Napja felvezetéseként megrendezésre került az Internetes Vásárlás Hete is néhány kiválasztott webáruház részvételével, akik kizárólag bankkártyás fizetéssel igénybe vehető akciókat kínáltak. 2013-ban az Olcsóbbat.hu árösszehasonlító oldal volt az esemény szakmai támogatója, 2016-ban pedig a mozgalomhoz hivatalos szakmai támogatóként kapcsolódott az e-kereskedőket tömörítő Szövetség az Elektronikus Kereskedelemért Közhasznú Egyesület.